# Felix Maximilian

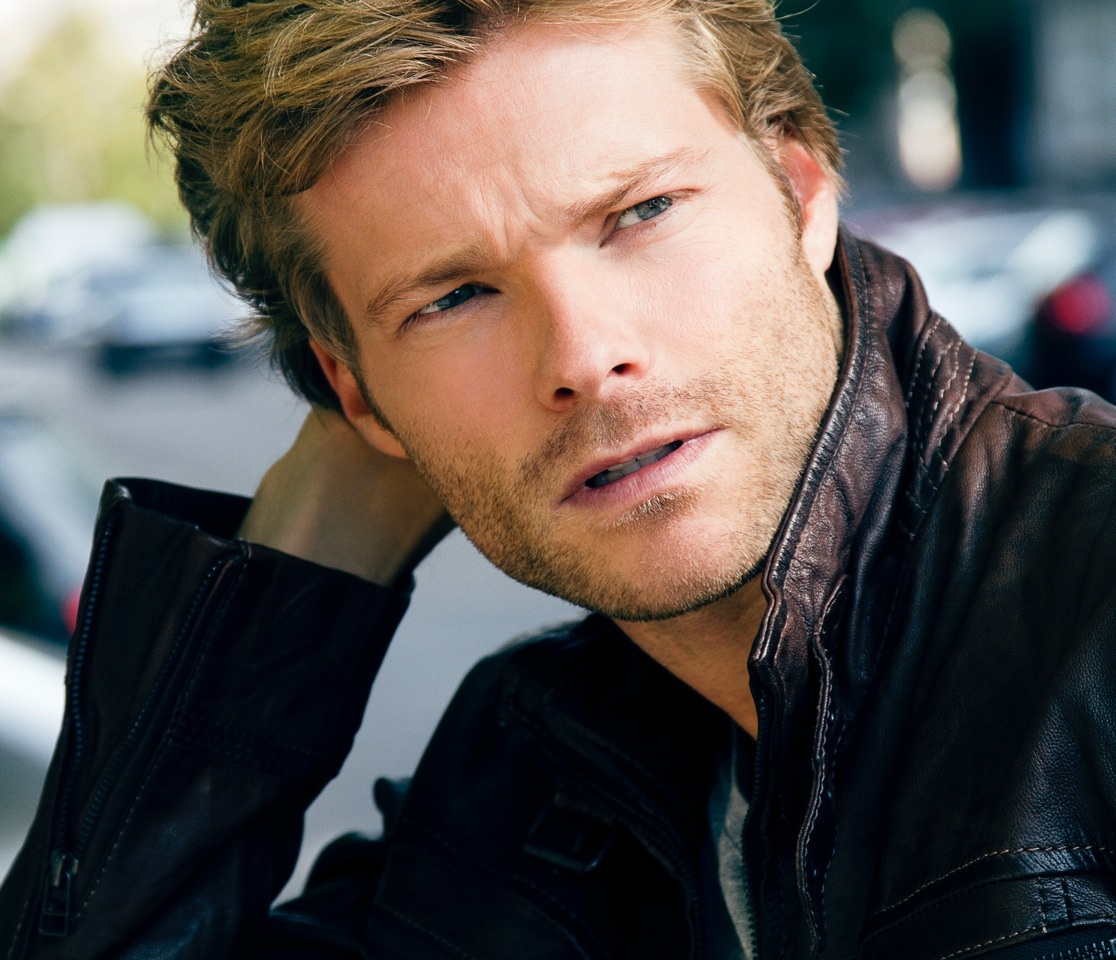
Felix Maximilian

Felix Maximilian (* 1976 in München) ist ein deutscher Schauspieler.

## Leben
Der Schauspieler und Sänger begann seine Karriere schon in früher Kindheit. Als Mitglied der Regensburger Domspatzen sang er auf zahlreichen Konzerttourneen im In- und Ausland bis hin nach Taiwan.
Nach dem Abitur entschied er sich für die Bühne: Er studierte von 1998 bis 2002 an der Universität der Künste in Berlin (UDK) Schauspiel, Gesang und Tanz. Außerdem absolvierte er eine professionelle Tänzerausbildung bei Iwanson in München.
2016 drehte Maximilian für das ZDF in der Rosamunde-Pilcher-Reihe Haustausch mit Hindernissen. Von 2018 bis 2020 war er in der Fernsehserie Lindenstraße zu sehen.

## Filmografie
- 2008: Aktenzeichen XY … ungelöst (Fernsehreihe)
- 2008: Der Yalu fließt
- 2009: Aktenzeichen XY … ungelöst
- 2009: Gute Zeiten, schlechte Zeiten (Fernsehserie)
- 2010: Nie vergessen (Kurzfilm)
- 2011: Ein starkes Team – Gnadenlos (Fernsehserie)
- 2011–2012: Herzflimmern – Die Klinik am See (Fernsehserie)
- 2011: Schicksalsjahre
- 2013: Verbotene Liebe (Fernsehserie)
- 2015: Alles was zählt (Fernsehserie)
- 2015: Sturm der Liebe (Fernsehserie)
- 2016: Rosamunde Pilcher: Haustausch mit Hindernissen (Fernsehserie ZDF)
- 2017: Die Spezialisten – Im Namen der Opfer: (Fernsehserie ZDF)
- 2018: Kathi: (Serienpilot)
- 2018: The Witch and the Ottoman: (Kinospielfilm)
- 2018–2020: Lindenstraße (Fernsehserie)
- 2019: Beck is back! (Fernsehserie)
- 2019–2020: Herz über Kopf (Fernsehserie)
- 2021: Käthe und ich: Das Adoptivkind (Fernsehreihe)

## Theater
- 2001: Love Life – UdK Berlin/Stadttheater Bitterfeld
- 2002: Love Bite – Neuköllner Oper, Berlin
- 2003: Braunschweich-Braunschweich – Solist – Staatstheater Braunschweig
- 2003: We are the Champions – Solist – Deutschland-Tour
- 2004: Saturday Night Fever – Joey – Circus Krone, München/Musicaltheater Basel
- 2005: Saturday Night Fever – Joey/Tony Manero – Capitol Theater Düsseldorf
- 2006: Mamma Mia! – Sky – Palladium Theater, Stuttgart
- 2007–2008: Miami Nights – Jimmy Miller – European Tour
- 2012–2014: Der eiserne Gustav – Erich Hackendahl – Theater am Kurfürstendamm, Komödoe Winterhuder Fährhaus, Deutschland-Tour